# Launch Vehicle Digital Computer
Launch Vehicle Digital Computer – komputer odpowiedzialny za działanie autopilota w rakietach Saturn V. Był jednym z głównych komponentów jednostki instrumentów stopnia S-IVB Saturna V oraz Saturna IB. LVDC wspierał także sprawdzanie przed i postartowe systemu komputerowego.
Liczba instrukcji na sekundę wynosiła 12 190. Główny zegar był taktowany z prędkością 2,048 MHz, lecz operacje były wykonywane seryjnie: 4 cykle na 1 bit na fazę oraz 3 fazy na instrukcję (podstawowy czas wykonania prostego dodawania wynosił 168 cykli = 82 μs).
Pamięć została wykonana w postaci 13-bitowych "sylab", każda z 14-tym bitem parzystości.
Komputer składał się z trzech identycznych systemów logicznych. Każdy system logiczny był podzielony na 7-stopniowy potok. W każdym stopniu, do następnego stopnia we wszystkich potokach przekazywane były te wyniki, które zebrały największą liczbę głosów na wynik. Oznacza to, że dla każdego z siedmiu stopni jeden moduł w którymkolwiek z potoków mógł zawieść, a LVDC mimo to podawał prawidłowy wynik obliczeń. Sprawność była szacowana na 99,6% na 250 godzin pracy.
Z czterema modułami pamięci całkowita pojemność wynosiła 16 384 słowa. Komputer ważył 32,9 kg, jego wymiary 74x32x27 cm, moc 137 W.